# Kilmerstuten
Der Kilmerstuten (in einigen Regionen auch Kilberstuten) ist eine besondere Form eines Stuten bzw. ein Hefezopf, der traditionell in Nordwestdeutschland verzehrt wird. Das Kilmerstuten genannte Bäckerei-Erzeugnis weist weitestgehend dieselbe Zusammensetzung auf wie ein Weggen (Bezeichnung im südwestlichen Niedersachsen) und ein Kroamstuten (Bezeichnung im Münsterland). Auch Weggen und Kroamstuten werden jungen Eltern nach Art eines Kilmerstuten auf Leitern überreicht; Weggen wegbringen ist demnach eine feststehende Redewendung im südwestlichen Niedersachsen.

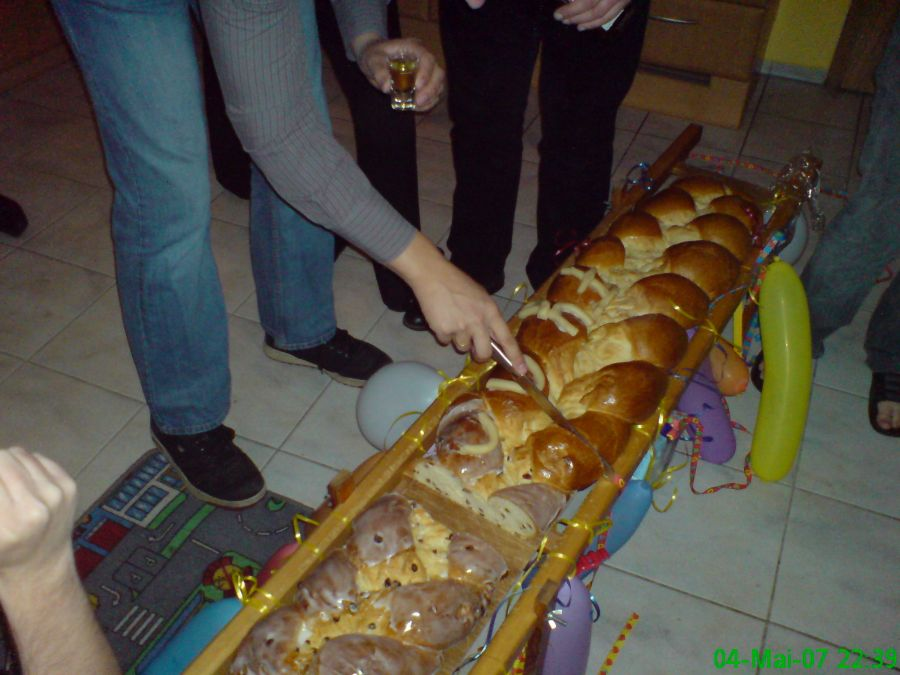
Kilmerstuten im Landkreis Cloppenburg. Er besteht meist zu einem Teil aus einfachem Stuten und zum anderen Teil aus Rosinenstuten mit Zuckerguss

## Zutaten
Ein Kilmerstuten ist ein Hefeteigbrot, aus Weizenmehl, Wasser, Fett, Zucker, Hefe und Salz und Rosinen. In den meisten Fällen wird der Teig mit Rosinen auch mit einem Zuckerguss oder Fondant überzogen.

## Hintergrund und Brauchtum
Die Besonderheit beim Kilmerstuten liegt darin, dass er eigentlich nur zu einem bestimmten Anlass gebacken und verzehrt wird. Gleichwohl werden „Kilmerstuten“ genannte Brote, auch in Scheiben geschnitten, durchaus auch verkauft, z. B. auf dem Vechtaer Stoppelmarkt. In den Jahren 2002, 2005 und 2008 bot die Stadt Vechta als Gastgeber auf einer „Stoppelmarkt“ genannten Veranstaltung in der Landesvertretung des Landes Niedersachsen in Berlin den Gästen „Kilmerstuten mit Schinken, Kirmesbratwurst und Frischgezapftem“ an, um so auch in Berlin für den Stoppelmarkt zu werben. Bäcker aus dem Oldenburger Münsterland haben den „Original Kilmerstuten Oldenburger Münsterland“ im Januar 2011 als eingetragene Marke registrieren lassen.
Einen Kilmerstuten traditioneller Art (5–7 kg) bringen innerhalb eines Jahres nach der Geburt Vereine, Freunde oder Arbeitskollegen der Eltern zu Ehren des Kindes in das Elternhaus. Zum Brauchtum gehört es, den Namen des Neugeborenen in Marzipan-Buchstaben auf den Stuten zu schreiben.
In einigen Regionen (z. B. Emsland, Grafschaft Bentheim oder dem Osnabrücker Land) richtet sich die Länge des Stutens nach der Anzahl der Kinder: beim ersten Kind ein Meter, beim zweiten Kind zwei Meter usw. In diesen Regionen wird der Kilmerstuten auch als Weggen bezeichnet.
Der Stuten wird dann auf einer Holzleiter abgelegt und von vier Personen getragen. Die Gruppe zieht durch die Nachbarschaft der Eltern des Kindes und klingelt an jeder Haustür, um ein Ständchen zu singen. Es handelt sich gern um abgeänderte und mit dem Kindsnamen ergänzten Varianten bekannter Schlagerlieder oder eingängige Melodien, zum Beispiel aus Weihnachtsliedern. Dabei werden diverse lokale Spirituosen von den Nachbarn an die singenden Leute verteilt. Eine Variante besteht darin, dass die Kilmerstutenüberbringer sich vor dem Besuch bei den Eltern in einer Gastwirtschaft treffen oder eine Laufstrecke vereinbaren, an der mehrere Gaststätten liegen, bei denen sie einkehren. Oft übernehmen dabei die Kindseltern die Kosten für die Zeche.
Die Kleiderordnung besteht traditionell aus schwarzen Hosen und weißen Hemden mit Zylinder oder Filzhut (Männer), bzw. schwarzen Hosen und weißen Blusen (Frauen). Je nach Geschlecht des Kindes sind Halstücher in Rot für Mädchen oder Blau für Jungen in der Kleiderordnung vorgeschrieben. Eine weitere Grundausstattung ist ein Schnapsglas, das um den Hals getragen wird.
Zusammen mit dem Stuten werden noch diverse Zutaten für die Zubereitung des Brotes an die Leiter gehängt (z. B. Butter, Käse, Wurst, Kaffee, Tee), um dann nach dem Umzug durch die Nachbarschaft den Abend bei den Kindeseltern ausklingen zu lassen.
Das Wandern mit dem Kilmerstuten durch die Nachbarschaft wird als kilmern bzw. kilbern bezeichnet.

## Ursprung der Wörter und der Tradition

### Kilmerstuten
Der Wortteil „Kilmer“ bzw. „Kilber“ leitet sich von dem Wort „Kindelbier“ ab. Damit wurde das Bier bezeichnet, „womit nach einer Kindtaufe die Gevattern und Nachbaren bewirthet werden, und in weiterer Bedeutung der ganze bey dieser Gelegenheit angestellte festliche Schmaus“. Besonders im Raum Osnabrück wurde das Wort „Kindelbier“ zu „Kilmer“ abgeschliffen.
Der ursprüngliche Zweck der Überreichung eines Kilmerstutens soll darin bestanden haben, die junge Familie nach dem zumindest temporären „Ausfall“ der Mutter im Wochenbett mit Essen zu unterstützen. Eine ähnliche Funktion soll das Brauchtum der „Wöchnerinnensuppe“ im Hessischen erfüllen. Diese Annahme wird dadurch gestützt, dass in intakten Dorfgemeinschaften traditionell Nachbarn, Verwandte und Freunde jungen Eltern unter die Arme greifen; die Überreichung des Brotes soll demnach den Willen zur gemeinschaftlichen Hilfe verdeutlichen. 
Die Begründung, man habe einer Wöchnerin helfen müssen, wirkt angesichts der Tatsache, dass eine Kindsmutter heute zumeist als voll belastbare Gastgeberin bei der Kilmerstuten-Übergabe mitfeiert, befremdlich. Zu bedenken ist allerdings, dass es früher eine berechtigte Angst davor gab, dass das Kind früh sterben könnte. Deshalb wurden Säuglinge zumeist spätestens eine Woche nach der Geburt getauft. Zu diesem Zeitpunkt waren die Mütter tatsächlich noch Wöchnerinnen, die der Hilfe bedurften. Durch den medizinischen Fortschritt wurde es verantwortbar, den Taufzeitpunkt so zu verlegen, dass die Taufe keinen übermäßigen Stress für die Kindsmutter mit sich brachte. Dadurch änderte sich ihre Rolle beim Kilmerstuten-Ritual. Im Übrigen legt die Ableitung des Wortes „Kilmerstuten“ von dem Begriff „Kinnelbeer“ die Vermutung nahe, dass es Dorfgemeinschaften von Anfang an unabhängig vom Gesundheitszustand der Kindsmutter darum ging, einen Trinkanlass wahrnehmen zu können.

### Kroamstuten
„Kroam“ bedeutet im münsterländischen Platt „Geburt“, „in’n Kroam kommen“ demnach „Beginn der Wehen“.